# Átomos em moléculas
Richard Bader et al. propuseram, no início da década de 60, um modelo fundado no reconhecimento da participação da densidade eletrônica na compreensão de observações experimentais. Este modelo é conhecido como Átomos em Moléculas (AIM, do inglês Atoms in Molecules). Recentemente o modelo AIM recebeu o nome de Teoria quântica de átomos em Moléculas (QTAIM).
O Modelo AIM ajuda na compreensão de conceitos como estrutura química, reatividade e topologia da distribuição eletrônica, sendo aplicada no cálculo de calores de combustão e tensão angular de cicloalcanos, constante de acidez de ácidos orgânicos, investigação de ligação de hidrogênio e ligações H-H.
O progresso do modelo AIM permite o desenvolvimento de “backgrounds” teóricos (novos métodos para analise de função de densidade eletrônica (p) de uma molécula como índice de localização e índice de deslocalização) e o desenvolvimento de métodos de cálculo que facilitam ou agilizam a obtenção de informações sobre a molécula.
Vale destacar que o modelo AIM, introduziu a terceira dimensão na química teórica.